# H.M.S. Pinafore

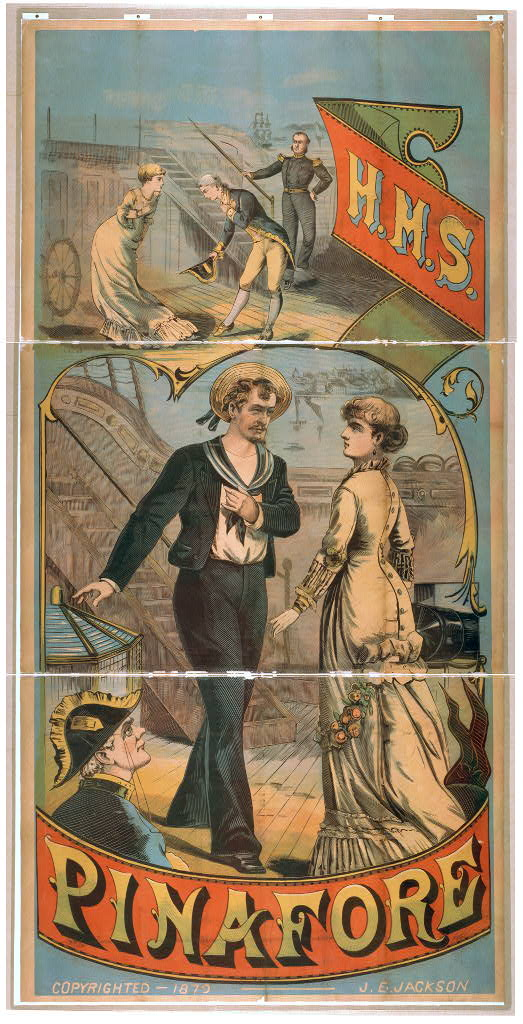
För den amerikanska uppsättningen 1879.

H.M.S. Pinafore; eller The Lass That Loves a Sailor är en operett i två akter med musik av Arthur Sullivan och libretto av W. S. Gilbert. Den hade premiär på Opera Comique i London den 25 maj 1878 och spelades 571 gånger, vilket var den andra längsta speltiden av någon operett fram till dess. H.M.S. Pinafore var Gilbert och Sullivans fjärde samarbete och deras första internationella framgång.
Handlingen rör sig kring Royal Navy-fartyget HMS Pinafore. Kommendörens dotter Josephine är förälskad i den enkle sjömannen Ralph Rackstraw trots faderns försök att få henne bortgift med Sir Joseph Porter, First Lord of the Admiralty. Hon fogar sig först i faderns önskan, men Sir Josephs förespråkande för lika rättigheter uppmuntrar Ralph och Josephine att omkullkasta sociala konventioner. De förklarar varandra sin kärlek och planerar att fly tillsammans. Kommendören upptäcker deras plan, men liksom i många av Gilbert och Sullivans operetter orsakar en hemlighet förändringar mot slutet av historien.
Gilbert byggde historien på flera av sina "Bab Ballads" och blandade handlingen med munterhet och fånigheter. Operettens humor fokuserar på kärlek över klassgränserna och driver med det brittiska sociala klassystemet i allmänhet. Pinafore gör också narr av patriotism, partipolitik, the Royal Navy och förekomsten av okvalificerade personer på höga poster. Ordet pinafore är engelska för "blusförkläde", och blir alltså det skräckinjagande namnet på ett krigsfartyg.
Den exempellösa framgången för Pinafore i Storbritannien, USA och övriga världen följdes av liknande succéer av Gilbert och Sullivan: The Pirates of Penzance och The Mikado. Deras verk, senare kända som Savoy operor, kom att dominera musikscenen på båda sidor om Atlanten i mer än ett decennium och spelas än i dag. Verkens uppbyggnad och stil, särskilt Pinafore, blev mycket kopierade och bidrog till den moderna musikalens framväxt.
Den kom i ny svensk översättning 1980 av Hans Alfredson, som även regisserade föreställningen på Oscarsteatern.

## Historia
1875 förde Richard D'Oyly Carte, som då ledde Royalty Theatre, samman Gilbert och Sullivan för att skriva deras andra verk tillsammans, en enaktare med titeln Trial by Jury. Den blev en succé och 1876 samlade D'Oyly Carte en grupp av finansiärer för att grunda Comedy Opera Company. Med den teaterkompaniet hade Carte äntligen de ekonomiska förutsättningarna att producera en ny helaftonsföreställning av Gilbert och Sullivan. Nästa stycke hette The Sorcerer och hade premiär i november 1877. Den var också en framgång och spelades 178 gånger. Noterna sålde bra och positivhalarna spelade melodierna.
Tack vare att Gilbert, Sullivan och Carte finansierade sina egna verk kunde de också bestämma och välja ut sin ensemble i stället för att tvingas använda de skådespelare som allra redan fanns på teatern. De valde begåvade aktörer, varav de flesta inte var välkända och därför inte krävde höga gager, som de kunde lära ut en mer naturalistisk spelstil. De skräddarsydde även verken och rollerna efter varje aktörs förmåga. Den skicklighet med vilken Gilbert och Sullivan använde sina skådespelare hade effekt hos publiken; som kritikern Herman Klein skrev: "vi förundrades över den naturlighet och lätthet med vilken [Gilberts vitsar och absurditeter] sades och utfördes. Fram till dess hade ingen sett sådana märkliga, excentriska men ändå intensivt mänskliga varelser på scen. ... [De] frambringade en existens av hittills okänd, komisk värld av pur glädje."

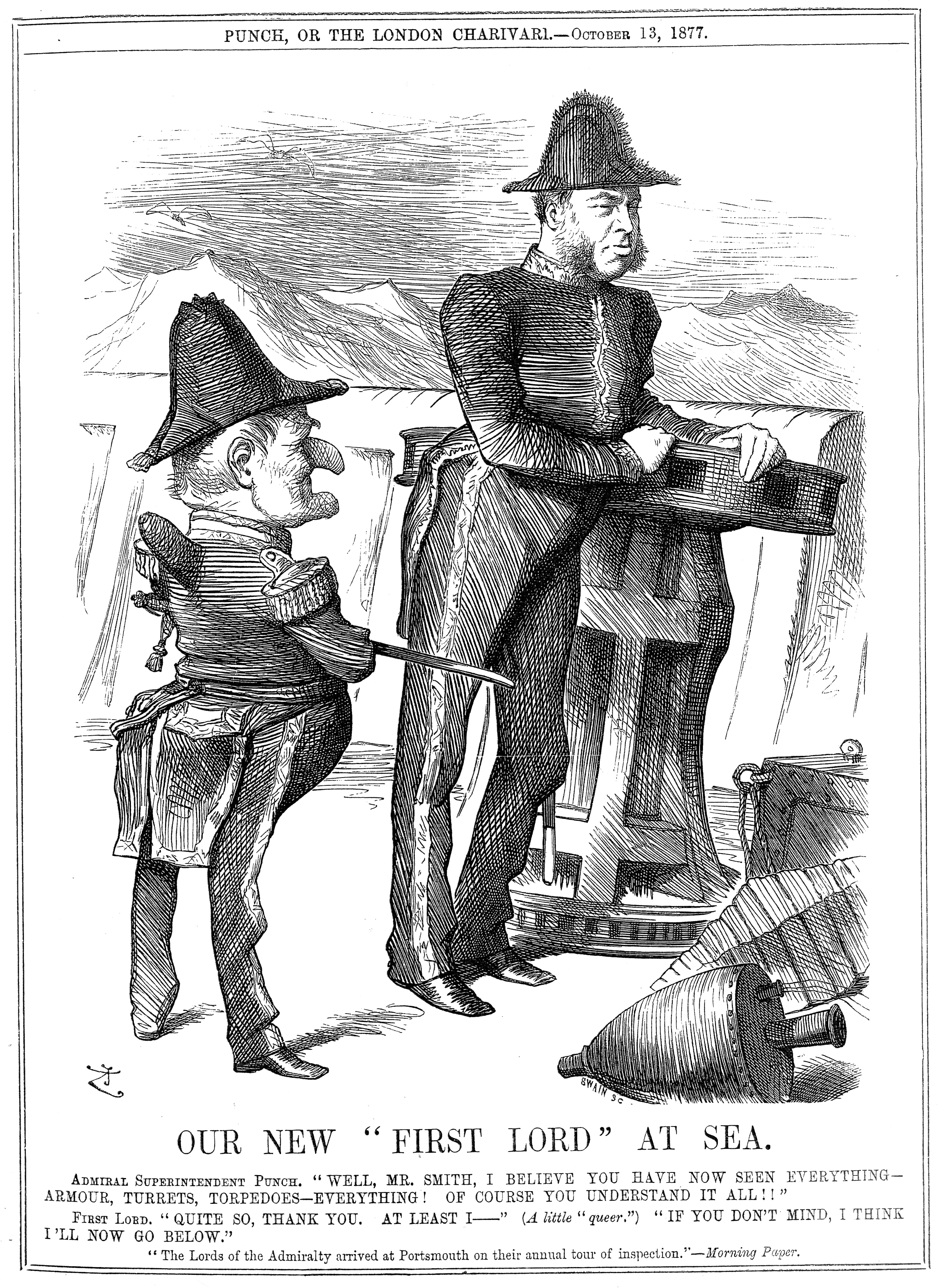
Skämtteckning i Punch 1877 föreställande First Lord of the Admiralty W. H. Smith som en landkrabba: "I think I'll now go below". I Pinafore sjunger Sir Joseph: "When the breezes blow / I generally go below".

Framgången med The Sorcerer banade väg för fler samarbeten mellan Gilbert och Sullivan. Carte skrev kontrakt på en ny operett och Gilbert började arbeta på H.M.S. Pinafore i slutet av 1877. Gilberts fader hade varit fartygsläkare och operettens nautiska tema tilltalade honom. Som inspiration använde sig Gilbert av sina tidigare "Bab Ballads"-dikter (varav många handlade om sjöfart), exempelvis "Captain Reece" (1868) och "General John" (1867). Några av karaktärerna i operetten har sina motsvarigheter i balladerna: Dick Deadeye bygger på en karaktär i "Woman´s Gratitude" (1869); en tidig version av of Ralph Rackstraw återfinns i "Joe Go-Lightly" (1867), där sjömannen är vansinnigt förälskad i dottern till någon som står över honom i rang; och Little Buttercup är helt och hållet hämtad från "The Bumboat Woman's Story" (1870). Den 27 december 1877, medan Sullivan befann sig på semester på Franska rivieran, sände Gilbert honom en kort synopsis med följande notering:
Jag hyser lite hopp om att du kommer bli nöjd med den. ... det finns en del roliga saker i den som jag ännu inte har präntat ner på papper. Bland annat en sång (en sorts 'Domarsång') till the First Lord - där han beskriver sin karriär från springpojke ... kontorsslav, resande, junior partner och First Lord of Britain's Navy. ... Naturligtvis kommer det inte finnas något personligt i detta - bara det faktum att the First Lord i operetten är en Radikal av den mest uttalade typen kommer röja undan alla misstankar att det skulle handla om W. H. Smith.
Trots Gilberts varning identifierade publiken, kritikerna och till och med premiärministern Benjamin Disraeli Sir Joseph Porter med W. H. Smith, en politiker som nyligen hade utnämnts till First Lord of the Admiralty trots avsaknad av både militär och nautisk erfarenhet. Sullivan var mycket nöjd med synopsisen och Gilbert läste ett första utdrag av handlingen för Carte i mitten av januari.
I syfte att efterlikna sin mentor T. W. Robertson eftersträvade Gilbert att kostymerna och dekoren skulle vara så realistiska som möjligt. I förberedelserna inför H.M.S. Pinafore besökte Gilbert och Sullivan Portsmouth i april 1878 för att inspektera fartyg. Gilbert ritade skisser av H.M.S. Victory och H.M.S. St Vincent, och gjorde en modell av scenen för snickarna att arbeta utifrån. Detta var långt ifrån gängse standard inom det viktorianska dramat, där naturalism fortfarande var ett relativt nytt koncept, och där de flesta författare hade väldigt liten påverkan på hur deras pjäser och libretti iscensattes. Denna omsorg om detaljer var typiskt för Gilberts sätt att arbeta och skulle komma att upprepas i alla hans Savoy operor. Gilberts fokus på visuell exakthet möjliggjorde en "korrekt version av upp-och-ned-vända-världen", en realistisk syn som fokuserade på situationernas vimsighet och absurditet. Sullivan var "i full gång" med arbetet i mitten av april 1878. Den klara och glada musiken komponerades under en tid då Sullivan led av outhärdliga smärtor från njursten. Ensemblen började öva den 24 april och i början av maj 1878 arbetade upphovsmännen tätt tillsammans i Sullivans våning för att slutföra stycket.
Till Pinafore samlade Gilbert, Sullivan och Carte flera av skådespelarna som hade medverkat i The Sorcerer. Gilbert hade föreslagit för Sullivan i december 1877: "Mrs. Cripps [Little Buttercup] kommer bli en ledande roll för Everard ... Barrington kommer bli en perfekt kommendör och Grossmith en första rangens First Lord." Mrs Howard Paul som hade spelat Lady Sangazure i The Sorcerer hade inte längre samma röst och ombads i stället att sjunga rollen som Kusin Hebe i Pinafore. Gilbert ansträngde sig att skriva roliga partier till henne trots Sullivans motstånd att använda henne, men i mitten av maj 1878 ville varken Gilbert eller Sullivan ha kvar henne; olycklig med rollen hon tilldelats lämnade hon produktionen. Med endast en vecka kvar till premiären hyrde Carte in konsertsångerskan Jessie Bond att spela Kusin Hebe. Då Bond inte hade mycket erfarenhet att agera på scen strök Gilbert och Sullivan all dialog från rollen, förutom några repliker i sista scenen, vilken fick form av recitativ. Andra nya ensemblemedlemmar var Emma Howson och George Power som kärleksparet.
Gilbert var regissör för alla sina pjäser och operetter. Han eftersträvade realism hos skådespelarna på samma sätt som han sökte realistisk dekor och kostymer. Han tog avstånd från medvetet interagerande med publiken och insisterade på en stil där karaktärerna aldrig var medvetna om sina egna absurditeter. Sullivan skötte orkesterrepetitionerna. Som så ofta valde Sullivan att komponera ouvertyren som sista nummer. Han skrev en grovskiss och överlät åt teaterns kapellmästare, i detta fallet Alfred Cellier, att slutföra. Pinafore hade premiär den 25 maj 1878 på Opera Comique.

## Rollfigurer
- The Rt. Hon. Sir Joseph Porter, KCB, First Lord of the Admiralty (marinminister) (komisk baryton)
- Kapten Corcoran, fartygschef på H.M.S. Pinafore (lyrisk baryton)
- Ralph[c] Rackstraw, matros (tenor)
- Dick Deadeye, matros (basbaryton)
- Bill Bobstay, Båtmanslärling (baryton)
- Bob Becket, snickarlärling (bas)
- Josephine, kaptenens dotter (sopran)
- Kusin Hebe, Sir Josephs kusin (mezzosopran)
- Mrs. Cripps (Little Buttercup) (kontraalt)
- Kör av ministerns systrar, kusiner, fastrar; matroser, sjömän, etc.

## Handling

### Akt I
Det brittiska krigsfartyget H.M.S. Pinafore ligger ankrat på redden utanför Portsmouth. Matroserna befinner sig på skeppsdäcket med att "putsa mässingen, splitsa repen, etc."
Little Buttercup, en månglerska i hamnen – som är den rosigaste, rundaste och "rödhårigaste skönheten i hela Spithead" – kommer ombord för att erbjuda sina varor. Hon antyder att hon kan bära en mörk hemlighet bakom sitt "glada och frisinnade yttre". Ralph Rackstraw, "den smartaste gossen i hela flottan", kommer in och förklarar sin kärlek till kommendörens dotter Josephine. Hans sjökamrater (utom Dick Deadeye, besättningens otäcka sanningssägare) sympatiserar med honom men de kan inte se hur hans kärlek skulle återgäldas.

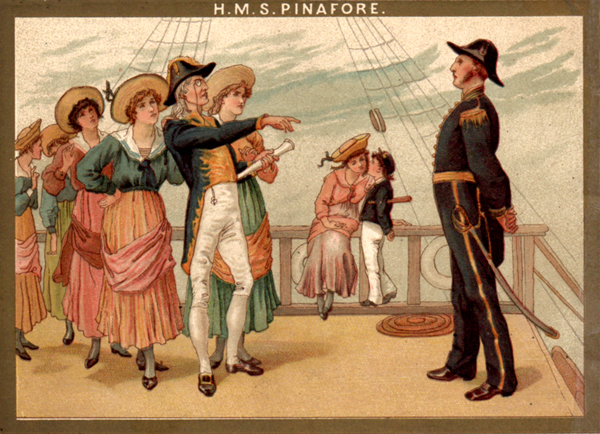
Scen från teaterprogram, 1886 Savoy Theatre.

Den gentlemannaaktige och populäre kommendören Corcoran hälsar sitt "fina manskap"  och komplimenterar dem för deras artighet och säger att han återgäldar gesten med att aldrig ("nåja, nästan aldrig") använda fult språk som till exempel "a big, big D". Efter att matroserna gått ner bekänner kommendören för Little Buttercup att Josephine ställer sig kallsinnig inför ett giftermål med Sir Joseph Porter, the First Lord of the Admiralty. Buttercup säger att hon vet hur det känns att älska förgäves. När hon går anmärker kommendören att hon är "en robust och trevlig person". Josephine kommer in och avslöjar för fadern att hon älskar en av hans matroser, men hon försäkrar att hon är en lydig dotter och kommer aldrig yppa sina känslor för matrosen.
Sir Joseph kommer ombord åtföljd av sitt "beundrande hov av systrar, kusiner och fastrar". Han berättar hur han avancerade från en enkel bakgrund till att bli "härskare av Drottningens flotta" genom ihärdighet, trots att han inte har några erfarenheter av havet. Därpå levererar han en förödmjukande lektion i etikett och berättar för kommendören att han alltid måste säga "tack" efter varje order; ty "en brittisk matros är lika mycket värd som vem som helst" - förutom Sir Joseph. Han har komponerat en sång för att illustrera sin ståndpunkt och ger Ralph en kopia. Ralph blir upptänd av Sir Josephs liberala idéer och bestämmer sig för att förklara Josephine sin kärlek. Detta roar hans kamrater, utom Dick Deadeye, som konstaterar att "när människor måste lyda andras order existerar ingen jämlikhet". Chockerade av hans ord tvingar de andra matroserna Dick att lyssna till Sir Josephs sång innan de går ut. Ralph blir ensam kvar på däck. Josephine kommer in och Ralph bekänner sin kärlek i, för en "enkel sjöman", förvånansvärt vältaliga termer. Josephine är rörd men trots att hon finner Sir Josephs uppvaktning avskyvärd vet hon att det är hennes plikt att gifta sig med Sir Joseph i stället för Ralph. Döljande sina äkta känslor "avfärdar hon högmodigt Ralphs erbjudna kärlek".
Ralph kallar på sina kamrater (Sir Josephs släktingar kommer också) och berättar för dem att han överväger självmord. Manskapet uttrycket sympati, alla utom Dick, som starkt motsätter sig beslutet. Ralph riktar en pistol mot sitt huvud, men just som han ska trycka av kommer Josephine in och erkänner att hon älskar honom. Ralph och Josephine planerar att smyga i land samma natt. Dick Deadeye varnar dem för att "utföra dådet", men de glada kamraterna ignorerar dem.

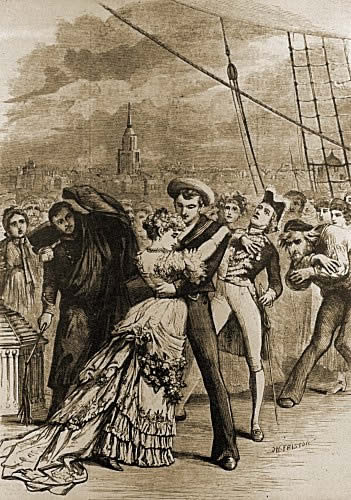
Illustration av karaktärerna i Akt II av D. H. Friston, 1878

### Akt II
Senare samma natt i fullmånens sken går kommendör Corcoran igenom sina problem: hans "snälla men rebelliska besättning", hans dotters partiska inställning till en matros", hans vänner verkar överge honom och Sir Joseph har hotat med militärdomstol. Little Buttercup tröstar honom. Hon berättar att om det inte vore för de sociala klasskillnaderna kunde ha svarat på hennes uppvaktning. Hon förutspår att allt inte är som det ser ut och att "en förändring" väntar honom, men han förstår inte hennes kryptiska meddelande.
Sir Joseph gör entré och klagar över att Josephine ännu inte har gått med på att gifta sig med honom. Kommendören tror att hon förmodligen är överväldigad över hans "upphöjda ställning" och om Sir Joseph kan övertala henne att "kärleken utplånar alla rangskillnader" så kommer hon acceptera hans frieri. De går ut och Josephine kommer in. Hon känner sig fortfarande skyldig över att ha övervägt att fly med Ralph och ge upp ett liv i lyx. När Sir Joseph fäller yttrandet att "kärleken utplånar alla rangskillnader" utbrister en förtjust Josephine att hon "inte tvekar längre". Kommendören och Sir Joseph gläder sig, men Josephine är nu än mer övertygad om att gifta sig med Ralph.
Dick Deadeye hejdar kommendören och berättar för honom om kärleksparets flyktplan. Kommendören konfronterar Ralph och Josephine då de är i färd med att lämna fartyget. Paret berättar om sin kärlek och berättigar sitt beteende med "Han är engelsman!" Den rasande kommendören är oberörd och hasplar ur sig: "Why, damme, it's too bad!" Sir Joseph och hans släktingar, som har åhört konversationen, chockeras över att höra svärord ombord på fartyget och Sir Joseph beordrar att kommendören går till sin hytt.
När Sir Joseph frågar vad som har fått den vanligtvis så artige officeren att bete sig så svarar Ralph att det berodde på hans kärleksförklaring till Josephine. Nu är det Sir Josephs tur att blir rasande. Trots Josephines bön att skona Ralph beordrar Sir Joseph att matrosen ska "slås i bojor" och fängslas. Då kommer Little Buttercup fram för att avslöja sin hemlighet. För många år sedan, då hon "var änglamakerska", fick hon hand om två barn, ett "av låg börd", det andra "en äkta ädling". Hon erkänner att hon "blandade ihop barnen. ... Den välborne var Ralph; er kommendör var den andre."
Sir Joseph inser nu att Ralph kunde ha varit kommendör och att kommendören kunde ha varit Ralph. Han kallar på dem båda och de får byta uniformer: Ralph är nu kommendör och befäl för Pinafore, medan Corcoran blir vanlig matros. Sir Josephs bröllop med Josephine är nu i hans ögon "helt uteslutet": "kärleken utplånar alla rangskillnader ... i en vid omfattning, men inte på alla plan." Han överräcker henne till kommendör Rackstraw. Den forne kommendörens nu enkla social rang gör honom fri att gifta sig med Buttercup. Sir Joseph bestämmer sig för kusin Hebe och allt slutar lyckligt.

## Musiknummer
- Ouvertyr

Akt I
- 1. "We sail the ocean blue" (Matroser)
- 2. "Hail! men-o'-war's men" ... "I'm called Little Buttercup" (Buttercup)
- 2a. "But tell me who's the youth" (Buttercup och Båtman)
- 3. "The nightingale" (Ralph och matroskör)
- 3a. "A maiden fair to see" (Ralph och matroskör)
- 4. "My gallant crew, good morning ... I am the Captain of the Pinafore" (Kommendören och matroskör)
- 4a. "Sir, you are sad" (Buttercup och kommendören)
- 5. "Sorry her lot who loves too well" (Josephine)
- 5a. Cut song: "Reflect, my child" (Kommendören och Josephine)
- 6. "Over the bright blue sea" (Kör av släktingar)
- 7. "Sir Joseph's barge is seen" (Kör av släktingar och matroser)

- 8. "Now give three cheers ... I am the Monarch of the sea" (Kommendören, Sir Joseph, kusin Hebe och kör)
- 9. "When I was a lad" (Sir Joseph och kör)
- 9a. "For I hold that on the sea" (Sir Joseph, kusin Hebe och kör)
- 10. "A British tar" (Ralph, båtman, snickarlärlingen och matroskör)
- 11. "Refrain, audacious tar" (Josephine och Ralph)
- 12. Finale, Act I (Ensemble)
  - "Can I survive this overbearing?"
  - "Oh joy, oh rapture unforeseen"
  - "Let's give three cheers for the sailor's bride"
  - "A British tar" (repris)

Akt II
(Entr'acte)

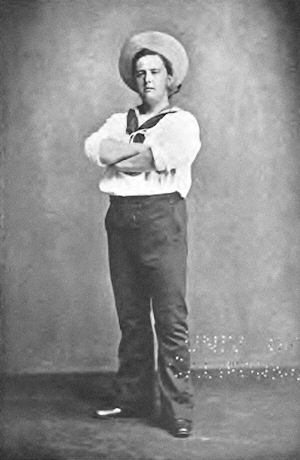
Rutland Barrington som matros Corcoran i slutet av Pinafore

- 13. "Fair moon, to thee I sing" (Kommendören)
- 14. "Things are seldom what they seem" (Buttercup och kommendören)
- 15. "The hours creep on apace" (Josephine)
- 16. "Never mind the why and wherefore" (Josephine, kommendören och Sir Joseph)
- 17. "Kind Captain, I've important information" (Kommendören och Dick Deadeye)
- 18. "Carefully on tiptoe stealing" (Soli och kör)
- 18a. "Pretty daughter of mine" (Kommendören och Ensemble) och "He is an Englishman" (Båtman och Ensemble)
- 19. "Farewell, my own" (Ralph, Josephine, Sir Joseph, Buttercup och kör)
- 20. "A many years ago" (Buttercup och kör)
- 20a. "Here, take her, sir" (Sir Joseph, Josephine, Ralph, kusin Hebe och kör)
- 21. Finale: "Oh joy, oh rapture unforeseen" (Ensemble)

## Uppsättningar

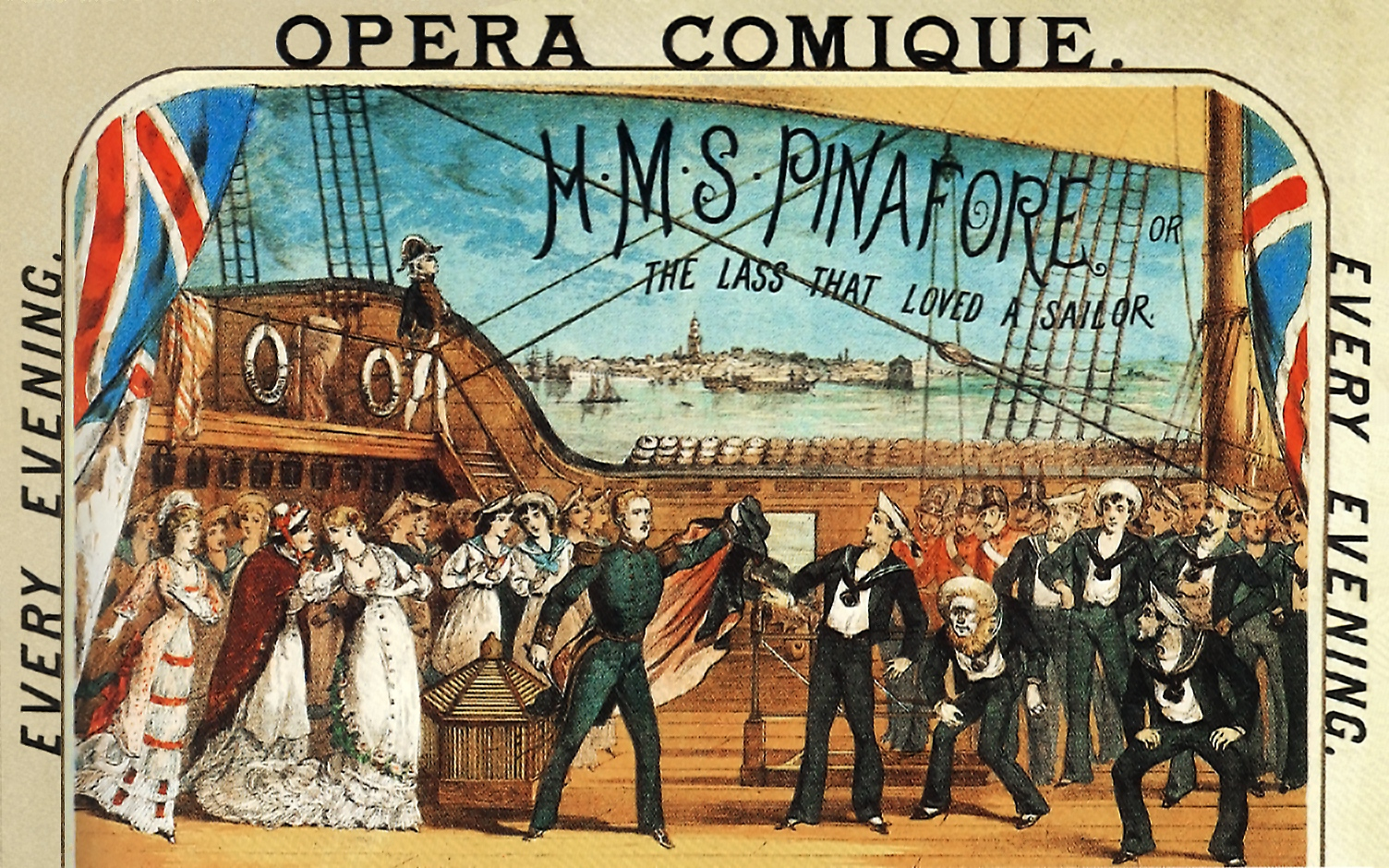
Affisch till originaluppsättningen 1878

Pinafore hade premiär den 25 maj 1878 på Opera Comique med Sullivan som dirigent och inför en entusiastisk publik. Men inom kort drabbades uppsättningen av dålig biljettförsäljning, förmodligen på grund av en värmebölja som gjorde Opera Comique särskilt otrevlig att vistas i. Historikern Michel Ainger ifrågasätter dock denna förklaring, åtminstone delvis, och hävdar i stället att värmen sommaren 1878 var kort och övergående. I mitten av augusti skrev Sullivan till sin moder att svalare väder hade svept in vilket var bra för uppsättningen. Under tiden hade de fyra investerarna i Comedy Opera Company tappat tilltron till operettens överlevnad och ville dra sig ur projektet. Carte gjorde reklam för stycket genom en matinéföreställning den 6 juli 1878 i det enorma Crystal Palace.
Sent i augusti 1878 använde Sullivan delar av musiken från Pinafore, arrangerad av hans assistent Hamilton Clarke, under flera framgångsrika promenadkonserter i Covent Garden. De genererade intresse och ökade biljettförsäljningen. I september spelades Pinafore för fulla hus på Opera Comique. Klaverutdraget såldes i 10 000 kopior och Carte skickade två musiksällskap ut på en omfattande turné över hela Storbritannien.
Carte, Gilbert och Sullivan hade nu de finansiella tillgångarna att producera uppsättningar på egen hand utan några utomstående finansiärer. Carte övertalade Gilbert och Sullivan att ett gemensamt ägarskap skulle vara till allas fördel och de lade upp en plan att göra sig oberoende från cheferna på Comedy Opera Company. Kontraktet mellan Gilbert, Sullivan och Comedy Opera Company gav den senare rättigheten att representera Pinafore för återstoden av säsongen. Opera Comique var tvungen att stängas för reparationer mellan jul 1878 och till slutet av januari 1879. Gilbert, Sullivan och Carte trodde att avbräcket innebar slutet på säsongen och därmed slut på teaterns rättigheter. Carte var så säker på sin sak att han hyrde teatern under sex månader med början den 1 februari 1879, samma dag som teatern skulle öppnas på nytt. När de sex månaderna hade gått planerade Carte att meddela Comedy Opera Company att deras rättigheter till föreställningen och teatern hade upphört.
Under tiden började otaliga, olagliga versioner av Pinafore spelas i USA med stor framgång. Den första ägde rum i Boston den 25 november 1878. Pinafore blev en källa till populära citat på båda sidor av Atlanten:
"What, never?"

"No, never!"

"What, never?"

"Well, hardly ever!"

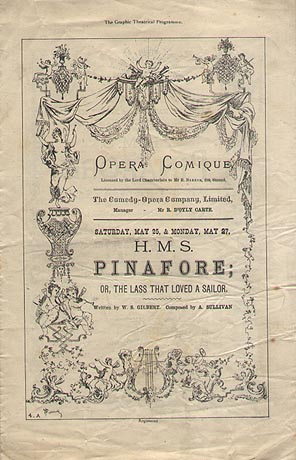
Program från premiären

I februari 1879 återupptogs föreställningarna av Pinafore på Opera Comique. Operetten fortsatte också att turnera från april till juni. Två sällskap for kors och tvärs över hela England, det ena med Richard Mansfield som Sir Joseph och det andra med W. S. Penley i titelrollen. För att försäkra sig om intäkterna från USA for Carte i juni till New York för att förbereda en "äkta" uppsättning där som personligen skulle repeteras av författaren och kompositören. Han planerade hyra en teater och välja ut körsångare till den amerikanska uppsättningen av Pinafore samt till en ny Gilbert och Sullivan-operett med premiär i New York.
Som Sullivan hade avtalat med Carte och Gilbert tog han i början av juli kontakt med delägarna i Comedy Opera Company för att meddela att han, Gilbert och Carte inte skulle förnya kontraktet med dem angående Pianfore och att han skulle dra tillbaka sin musik från Comedy Opera Company den 31 juli. Comedy Opera Company svarade med att meddela att de ämnade spela Pinafore på en annan teater och stämde Carte och hans medarbetare. De erbjöd ensemblen i London och turnésällskapen mer pengar för att spela i deras uppsättning och även om några körsångare accepterade erbjudandet godtog endast en av skådespelaren det, Aeneas Joseph Dymott. De hyrde Imperial Theatre men hade ingen dekor. Den 31 juli skickade de en grupp av tjuvar att stjäla dekor och rekvisita mitt under akt II av kvällens föreställning på Opera Comique. Gilbert var bortrest och Sullivan återhämtade sig från en njurstensoperation. Scenarbetare och skådespelare lyckade stoppa tjuvarna och rädda dekoren, men inspicienten Richard Barker och andra skadades. Alla fortsatte med föreställningen till någon skrev "Det brinner!" George Grossmith, som spelade Sir Joseph, steg framför ridån för att lugna den panikartade publiken. Polisen kom för att återställa ordningen och föreställningen kunde fortsätta.
Gilbert stämde Comedy Opera Company för att förhindra rivaliserande uppsättningar av H.M.S. Pinafore. Domstolen tillät uppsättningen på Imperial att fortsätta och den flyttades till Olympic Theatre i september. Pauline Rita var en av många som spelade Josephines. Uppsättningen fick bra recensioner och sålde bra till en början men lades ned i oktober efter 91 föreställningar. Saken avgjordes två år senare i domstolen där en domare dömde till Cartes fördel.
Efter att ha återvänt till London ingick Carte ett nytt samarbete med Gilbert och Sullivan i syfte att rättvist dela upp intäkterna från varje uppsättning. Under tiden spelades Pinafore för fulla hus. Den 20 februari 1880 lades originaluppsättningen ner efter 571 föreställningar. Endast ett annat verk inom musikalhistorien hade spelats längre: Robert Planquettes operett Cornevilles klockor.

### Pinaforei USA
Uppskattningsvis 150  icke auktoriserade uppsättningar av Pinafore dök upp i USA åren 1878 och 1879, och ingen av dessa betalade någon royalty till upphovsmännen. Gilbert och Sullivan kallade dem för "pirater" trots att de inte hade någon internationell upphovsrätt. Den första uppsättningen hade premiär på Boston Museum den 25 november 1878 och blev en sådan framgång att verket snabbt sattes upp i större städer och på turné av dussintals teatersällskap över hela kontinenten. Bara i Boston fanns minst ett dussin uppsättningar inklusive en ungdomsversion som finns återbeskriven av Louisa May Alcott i hennes berättelse "Jimmy's Cruise in the Pinafore" från 1879. I New York spelades Pinafore samtidigt på åtta teatrar inom en area på fem kvarter från varandra och i Philadelphia på sex teatrar.

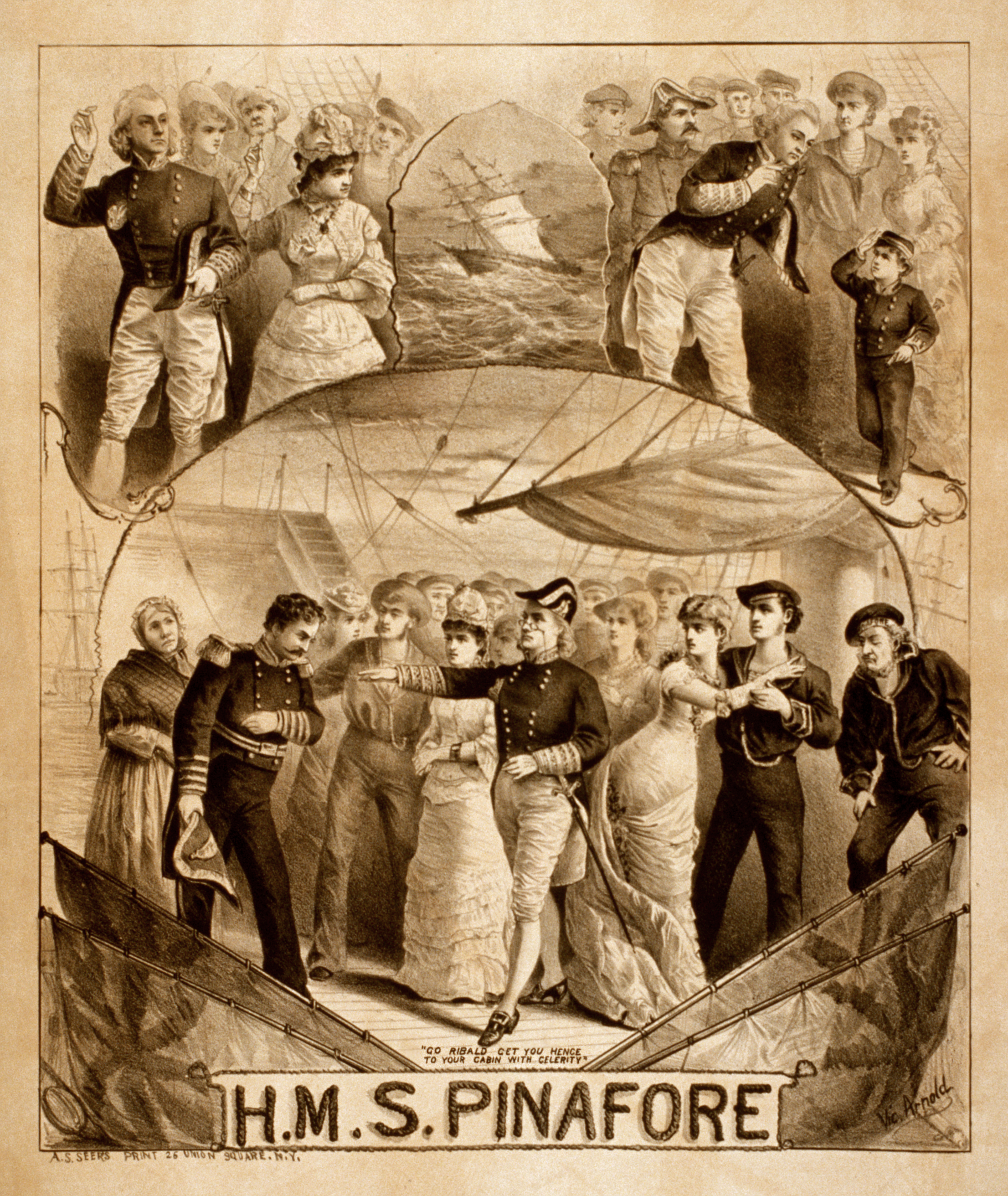
Annons för en (troligtvis olaglig) amerikansk uppsättning av H.M.S. Pinafore

Dessa icke auktoriserade uppsättningar tog sig många former, exempelvis burlesker, män i kvinnokläder och tvärtom, parodier, varietéer, Minstrel show-versioner, all-black och katolska uppsättningar, tyska, jiddisch och andra utländska språk, föreställningar på båtar eller av kyrkokörer, och uppsättningar med barn i huvudrollerna. Få påstås sig spela verket som det var skrivet. Arrangemang för piano var populärt, där fanns Pinafore-dockor och hushållsprylar, och referenser till operetten var vanligt förekommande i annonser, tidningar och andra media. Gilbert, Sullivan och Carte väckte flera stämningar i USA och försökte i många år att få kontroll över den amerikanska upphovsrätten till operetterna, eller åtminstone erhålla en del royalty, men utan framgång. De bemödade sig särskilt mycket att få upphovsrättskontroll över nästa verk efter Pinafore, The Pirates of Penzance, genom att hålla den officiella premiären i New York.
Gilbert, Sullivan och Carte möttes den 24 april 1879 för att planera för en uppsättning av Pinafore i USA. Carte reste till New York sommaren 1879 och gjorde förberedelser med teateragenten John T. Ford för en uppsättning av den första auktoriserade versionen av Pinafore. I november återvände Carte till Amerika med Gilbert, Sullivan och en ensemble av goda sångare, inklusive J. H. Ryley som Sir Joseph, Blanche Roosevelt som Josephine, Alice Barnett som Little Buttercup, Furneaux Cook som Dick Deadeye, Hugh Talbot som Ralph Rackstraw och Jessie Bond som kusin Hebe. Till ensemblen bifogade han några amerikanska sångare som Signor Brocolini som Kommendör Corcoran. Alfred Cellier assisterade Sullivan, medan hans broder François stannade kvar i London för att dirigera Pinafore där.
Pinafore hade premiär i New York en 1 december 1879 (med Gilbert på scen i kören) och spelades december månad ut. Efter en relativt stark första vecka uteblev publiken hastigt då de flesta New Yorkbor redan hade sett lokala uppsättningar av Pinafore. Samtidigt skyndade sig Gilbert och Sullivan att fullborda och repetera sin nästa operett, The Pirates of Penzance, som hade premiär med stor framgång den 31 december. Kort tid därefter skickade Carte ut tre turnésällskap över USA:s östkust och Mellanvästra USA för att spela Pinafore samtidigt som Pirates.

### Barnuppsättningar

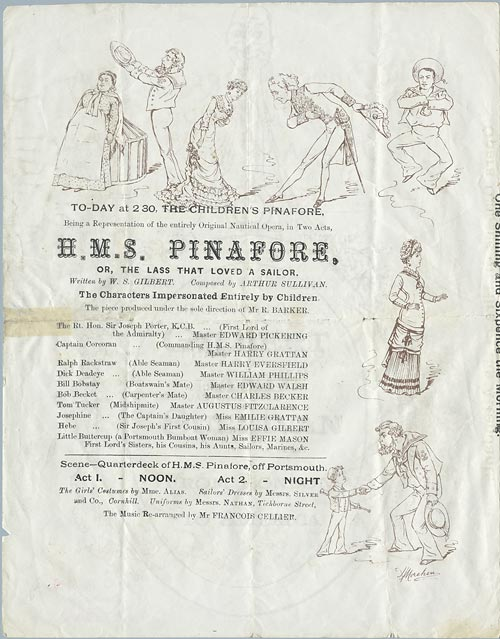
Program till Cartes Children's Pinafore 1880

Den icke-auktoriserade barnuppsättningen av Pinafore blev så populär att Carte satte upp sin egen barnversion och spelade den vid matinéer på Opera Comique med början den 16 december 1879. François Cellier, som hade tagit över posten som Cartes musikansvarig i London efter sin bror, omarbetade musiken till barnröster. Uppsättningen for ut på turné i landsorten från den 2 augusti till den 11 december 1880.
Cartes barnuppsättning fick entusiastiska recensioner från kritikern Clement Scott och andra Londonkritiker, liksom från publik och barn. Men kommendör Corcorans svordom "Damme!" togs inte bort och chockerade bland annat en sådan prominent publikdeltagare som Lewis Carroll, som senare skrev: "en svärm av söta, oskuldsfulla flickor sjunger, med ljusa och glada blickar, köravsnittet 'He said, Damn me! He said, Damn me!' Jag finner inte ord att framföra till läsaren den smärta jag känner att se dessa kära barn tvingas uttala sådana ord för att roa öron som blivit okänsliga för dess hemska innebörd ... Hur Mr. Gilbert nedlät sig till att skriva, eller hur Sir Arthur Sullivan smutsade ner sin ädla konstart till att tonsätta sådan vidrig smörja, undgår mitt förstånd".

### Senare uppsättningar
Efter att operetten blivit framgångsrik i London skickade Richard D'Oyly Carte snabbt ut turnésällskap till landsbygden. Åtminstone ett "D'Oyly Carte Company", och ibland så många som tre, spelade Pinafore under Cartes skydd varje år mellan 1878 och 1888. Operetten lades sedan på is under några år för att återupptas mellan 1894 och 1900, därpå nästan varje år mellan 1903 och 1940. Gilbert regisserade alla nypremiärer under sin livstid och efter hans död hade D'Oyly Carte Opera Company exklusiv uppföranderättigheter för Savoy operorna fram till 1963.

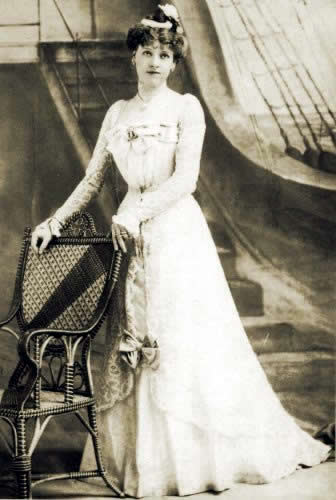
Ruth Vincent som Josephine 1899

Fram till 1908 gavs nypremiärerna i samtida kostymer med damernas kostymer utförda av modehus som till exempel Redfern. Därefter skapade designer såsom Percy Anderson, George Sheringham och Peter Goffin victorianska kostymer. Dekoren 1887 var tillverkad av Hawes Craven. Vintern 1940-41 förstördes D'Oyly Carte Opera Companys dekorer och kostymer av en tyska bomber. Operetten sattes upp på nytt sommaren 1947. Därefter befann den sig i D'Oyly Cartes repertoar varje säsong ända fram till företaget upphörde 1982. D'Oyly Carte Company framförde Pinafore för drottning Elizabeth II och den kungliga familjen på Windsor Castle den 16 juni 1977 i samband med drottningens 25-årsjubileum på tronen. Det var första gången sedan 1891 som en av Gilbert och Sullivans operetter gavs på begäran från kungahuset.
D'Oyly Carte Opera Company tillät inga andra professionella teatersällskap att framföra Savoy operorna i Storbritannien förrän rättigheterna upphörde i slutet av 1961, men undantag gjordes för flertal amatör- och skolsällskap. Efter 1961 satte många teatersällskap upp föreställningar av Pinafore, till exempel Tyrone Guthries uppsättning från Stratford Shakespeare Festival 1960 (uppförd på Broadway 1960 och i London 1962) och en uppsättning från New Sadler's Wells Opera Company med premiär den 4 juni 1984 på Sadler's Wells Theatre, vilken även gavs i New York. Scottish Opera, Welsh National Opera och många andra brittiska operasällskap har satt upp operetten. Under senare år har Carl Rosa Opera Company producerat Pinafore flera gånger, och Opera della Luna samt andra sällskap fortsätter göra likadant.
Den omedelbara succén av Pinafore i Amerika bevittnades personligen av J. C. Williamson. Han slöt snabbt avtal med D'Oyly Carte om att presentera operettens första auktoriserade uppsättning i Australien den 15 november 1879 på Theatre Royal i Sydney. Sedan dess spelade hans operasällskap åtskilliga säsonger av verket (och andra Savoy operor) fram till åtminstone 1963. I USA förlorade stycket aldrig sin popularitet. Internet Broadway Database länkar till 29 uppsättningar på Broadway. Bland de professionella repertoarsällskapen som fortsätter sätta upp Pinafore regelbundet i USA återfinns Opera a la Carte i Kalifornien, Ohio Light Opera och New York Gilbert and Sullivan Players, vilken turnerar med operetten varje år och ofta har med den i sin New Yorksäsong. Pinafore uppförs stadigvarande runt om i världen av operettsällskap som Det Kongelige Teater i Köpenhamn; Operahuset i Sydney (och Essgee Entertainment och andra i Australien); i Kassel i Tyskland; och till och med i Samarkand, Uzbekistan.
Följande tabell visar historiken över D'Oyly Carte-uppsättningar (förutom turnéer) under Gilberts levnad:
| Teater                          | Premiärdatum     | Slutdatum        | Föreställningar | Detaljer                                                                                                 |
| ------------------------------- | ---------------- | ---------------- | --------------- | --- |
| Opera Comique                   | 25 maj 1878      | 24 december 1878 | 571             | Originaluppsättning i London. (Teatern stängdes mellan 25 december 1878 och 31 januari 1879.)            |
| Opera Comique                   | 31 januari 1879  | 20 februari 1880 | 571             | Originaluppsättning i London. (Teatern stängdes mellan 25 december 1878 och 31 januari 1879.)            |
| Fifth Avenue Theatre i New York | 1 december 1879  | 27 december 1879 | 28              | Officiell Amerikapremiär i New York.                                                                     |
| Opera Comique                   | 1 december 1879  | 20 mars 1880     | 78              | Ungdomssällskap, matinéer endast. (Sällskapet gav sig ut på turné från 2 augusti till 11 december 1880.) |
| Opera Comique                   | 22 december 1880 | 28 januari 1881  | 28              | Ungdomssällskap, matinéer endast. (Sällskapet gav sig ut på turné från 2 augusti till 11 december 1880.) |
| Savoy Theatre                   | 12 november 1887 | 10 mars 1888     | 120             | Första nypremiären i London.                                                                             |
| Savoy Theatre                   | 6 juni 1899      | 25 november 1899 | 174             | Andra nypremiären i London. Framförd tillsammans med Trial by Jury som förpjäs.                          |
| Savoy Theatre                   | 14 juli 1908     | 27 mars 1909     | 61              | Andra Savoy repertoarssäsongen; spelade med fem andra operetter. (Slutdatum är för hela säsongen.)       |

## Mottagande

### Begynnande kritiskt mottagande
De första recensionerna var för det mesta positiva. Tidningen The Era skrev:
Sällan har vi befunnit oss i sällskap av en så road publik. ... [Gilbert och Sullivan] har vid flera tidigare tillfällen varit orsaken till sådan berättigad glädje, sådan nyskapande humor, sådan originell fyndighet och oförväntad nyckfullhet att ingenting syntes mer naturligt för publiken än att förvänta sig en alltigenom nöjsam afton. Förväntningarna infriades totalt. De som trodde på Mr Gilberts förmåga att kittla fantasin med säregna förslag och oväntade humorformer blev mer än nöjda och de som uppskattade Mr Arthur Sullivans outtömliga förråd av melodier belönades rikligt; medan större delen av teaterbesökarna som nöjer sig med vackra kostymer och charmerande sceneffekter förklarade sig nöjda. Resultatet var sålunda "en hit, en påtaglig hit" ... det fanns några bakslag [såsom] den kraftiga förkylning som påverkade Mr. Rutland Barrington [kommendören], och nästan förhindrade hans sång.
The Era hyllade också överdådigt Emma Howson som Josephine. The Entr'acte and Limelight kommenterade att operetten påminde om Trial by Jury och Sorcerer men tyckte den särskilde sig och kallade musiken "väldigt charmerande. Att höra så-kallad grand opera imiteras via de mest skämtsamma versrader är roligt". Tidningen hyllade Grossmith som Sir Joseph och noterade roat att han var utstyrd för att likna porträtten av Horatio Nelson, "och hans fina
entrésång verkar syfta på" W. H. Smith. Det anses även att "He Is an Englishman" är "en utsökt satir över de krav som ställs på en man för att han ska anses vara engelsk". Tidningen fann stycket på det hela taget vara väl presenterat och spådde att det skulle spelas länge.

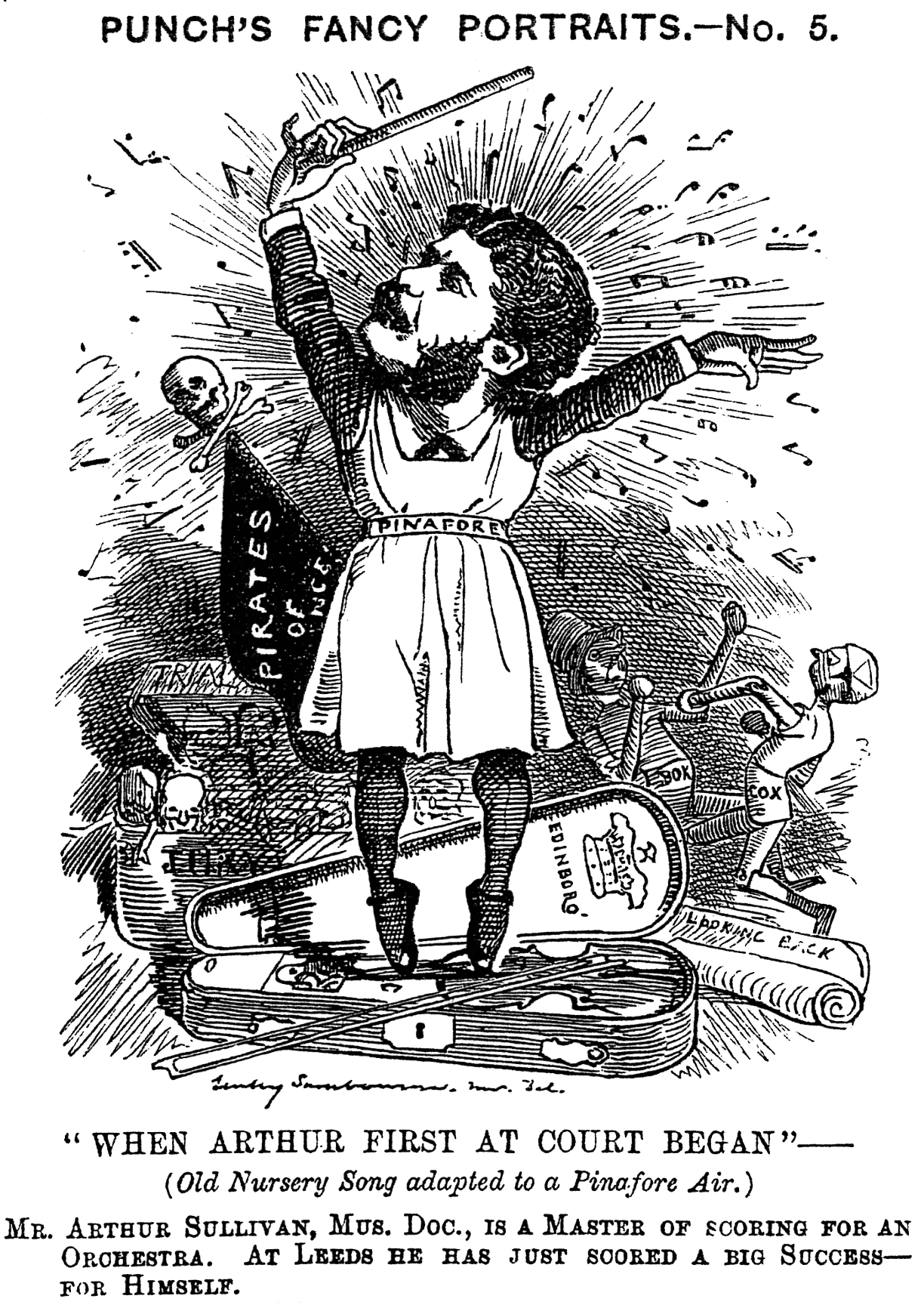
Skämtteckning i Punch som gör narr av Sullivans fokus på komisk opera

Samtidigt fastslog The Illustrated London News att uppsättningen var en succé och att handlingen, även om den var obetydlig, tjänade som ett bra verktyg för Gilberts "skarpa humor och sarkastiska satir". Tidningen tyckte att det fanns "mycket som framkallade hjärtliga skratt i de enstaka satiriska bitarna. ... Dr. Sullivans musik är lika livlig som texten den är tonsatt till, här och där med en släng av sentimentala uttryck ... Stycket är helt igenom välspelat." The Daily News, The Globe, The Times (som särskilt prisade Grossmith, Barrington och Everard) och The Standard stämde in i hyllningarna. Den senare kommenterade fördelaktigt körerna som "tillför verklighet till illusionen". The Times noterade också att stycket var ett tidigt försök att etablera en "nationell musikscen" med ett libretto fritt från ekivoka franska "oanständigheter" och utan "hjälp" av italiensk och tysk musikmodell.
The Daily Telegraph och Athenaeum hälsade operetten emellertid med blandad kritik. The Musical Times klagade över att det pågående samarbetet mellan Gilbert och Sullivan var "skadligt för enderas konstutveckling" därför att, även om det var populärt hos publiken, "krävs det något större för det som betyder 'komisk opera'". Tidningen skrev att Sullivan innehade "konstnärens sanna delar, vilka framgångsrikt skulle komma att utvecklas när ett omsorgsfullt utarbetat libretto gavs honom att tonsätta". Den avslutade dock med att säga att tidningen hade uppskattat operetten: "Efter att samvetsgrant ha utfört våra plikter som konstkritiker, låt oss med ens fastslå att H.M.S. Pinafore är ett roligt, extravagant stycke och att musiken flyter med lyckligt till slutet". The Times och flera av de andra tidningarna höll med om att medan stycket var underhållande så var Sullivan kapabel till bättre konst. Endast The Figaro var direkt fientligt inställd till det nya stycket. När klaverutdraget publicerades förenade sig en recension i The Academy med klagokören att Sullivan hade sänkt sig så lågt som att komponera musik till Pinafore och hoppades att han skulle välja projekt "mer värdiga hans stora förmåga". Denna sorts kritik skulle följa Sullivan för resten av hans karriär.
De många icke-auktoriserade amerikanska uppsättningarna åren 1878-79 var av varierande kvalitet och många av dem var bearbetningar av operetten. En av de mer "äkta" var uppsättningen gjord av Boston Ideal Opera Company. De engagerade välrenommerade konsertsångare och hade premiär den 14 april 1879 i Boston Theatre med sina 3000 sittplatser. Kritikerna höll med om att teatern uppfyllde sina mål att presentera en "idealuppsättning". Boston Journal rapporterade att publiken "hetsades upp av underhållningen till godkännandets högsta punkt". Tidningen observerade att det är fel att se Pinafore som en burlesk "för trots sin oemotståndliga komik är det ingen bouffe och måste behandlas med yttersta omsorg så dess delikata delar inte förstörs och dess subtila humor förloras". Journal beskrev operetten som "klassisk" i metodiken och skrev att dess "mest utsökta satir" ligger i dess "imitation av absurditeter" av grand opera. Kompaniet skulle komma att bli ett av mest framgångsrika turnésällskapen i USA. Den första barnversionen i Boston blev till en sensation hos både barn och vuxen publik, och förlängde speltiden över sommaren 1879. Boston Herald skrev att "den stora publiken av barn och deras föräldrar roade sig enormt ... skrik av skratt hördes ideligen".

### Senare mottagande
När Pinafore hade nypremiär i London 1887 ansågs den redan som en klassiker. The Illustrated London News skrev att operetten inte hade uppdaterats med ny dialog, skämt eller sånger, men ansåg att det var till fördel då publiken skulle ha saknat de "gamla skämten, som 'Hardly Ever.' Savoy har ännu en gång haft en strålande succé." The Theatre instämde och menade att operetten "har hörts i nästan varje del av denna bebodda glob och har roat överallt, så det finns inte mycket mer att tillägga". Tidningen kallade nypremiären för en "mycket strålande" succé och förutspådde ännu en lång speltid.

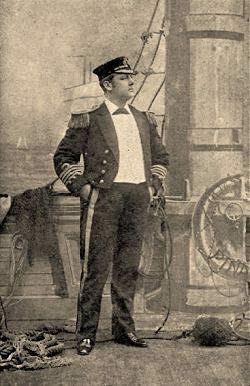
Rutland Barrington som kommendör Corcoran i den första nypremiären i London, 1887

Efter att ha sett om nypremiären 1899 lyckade tidningen The Athenaeum med konststycket att både prisa operetten och förena sig med musiketablissemangets kritik av Sullivan. Å ena sidan, " ljuder Pinafore friskare än någonsin. Musikvärlden har blivit allvarlig - mycket allvarlig - och det är verkligen uppiggande att lyssna till ett glatt, humoristiskt stycket, och musiken är utsökt utförd och visar på förmåga för ett högre syfte". Å andra sidan skrev tidningen att om Sullivan hade fortsatt komponera mer seriös musik, som hans symfoni i E, "skulle han ha uppnått ännu högre resultat; precis som Pinafore fick oss att undra vad kompositören skulle ha kunnat åstadkomma med ett libretto av samma sort, men man måste berömma honom för hans sätt att ta tillvara sina gåvor".
1911 skrev H. L. Mencken: "Ingen annan komisk opera som skrivits - ingen annan scenpjäs - var någonsin så populär. ... Pinafore ... har spelats, och med stor framgång, varthän det funnits teatrar - från Moskva till Buenos Aires, från Kapstaden till Shanghai; i Madrid, Ottawa och Melbourne; även i Paris, Rom, Wien och Berlin." Efter Gilberts och Sullivans död behöll D'Oyly Carte Opera Company de exklusiva rättigheterna till att uppföra deras operetter i Storbritannien fram till 1962. De turnerade genom hela landet under hela året och med början 1919 uppträdde de ofta i London i ungefär fyra månader. The Times gav entusiastiska recensioner till kompaniets Londonuppsättning 1920 och sa att publiken var "förtrollad" och beklagade att Pinafore endast skulle spelas under två veckor. Tidningen hyllade ensemblen, särskilt då Leo Sheffield som kommendören, Henry Lytton som Sir Joseph, Elsie Griffin som Josephine, James Hay som Ralph, Bertha Lewis som Little Buttercup och den "strålande" kören. Den avslutade med att operetten utgjorde en "uppsluppen avslutning på säsongen". Två år senare gav tidningen en ännu mer entusiastisk rapport från säsongens föreställning och kallade Derek Oldham för en "idealisk hjälte" som Ralph, vidare att Sydney Granville "verkligen fick med sig publiken" med sin sång, att Darrell Fancourts Deadeye var "en beundransvärd återhållsam karaktär" och att det var ett "stort nöje" att lyssna till de återvändande huvudrollerna. En recension från 1961 av kompaniets Pinafore är likalydande.
1879 erhöll J. C. Williamson rättigheterna att uppföra Pinafore i Australien och Nya Zeeland. Hans första uppsättning fick bra kritik från publik och kritiker. Williamson spelade Sir Joseph och hans hustru Maggie Moore spelade Josephine. Tidningen Sydney Morning Herald hyllade uppsättningen, Williamson, Moore och resten av ensemblen, och noterade att uppsättningen, trots "full av humor", var värdig och väl genomförd, särskilt i jämförelse med en tidigare "bullrig" uppsättning, och att många av numren fick tas om och att skratten och applåderna från den "enorma publiken ... var generöst givna". Williamsons sällskap fortsatte uppföra Pinafore i Australien, Nya Zeeland och på turné in på 1960-talet med stor framgång. Williamson sa: "Om du är i behov av pengar, sätt upp en G&S". Under tiden fortsatte Pinafore att skörda lagrar utanför Storbritannien. Till exempel så uppfördes den danska versionen i Köpenhamn på 1950-talet flera gånger och spelades fler än 100 gånger för "fulla hus". Översättningar till tyska, jiddisch och andra språk, liksom professionella uppsättningar på avlägsna ställen som Samarkand i Uzbekistan har varit framgångsrika.
I USA var Gilberts och Sullivans upphovsrätter aldrig gällande och Pinafore fortsatte att sättas upp av både professionella och amatörmässiga sällskap. I en recension 1914 kallade The New York Times en storskalig uppsättning i den 6000 platser stora New York Hippodrome  för en "kunglig underhållning [som] får oss att le". Operetten hade blivit ett "mammutspektakel" med en hundramanna kör och med den berömda Hippodrombassängen förvandlad till en realistisk hamn. Buttercup gjorde entré genom att ro över till den tremastade Pinafore och Dick Deadeye kastades senare överbord med ett riktigt plask. Times prisade den hjärtliga sången men noterade att några subtiliteter gick förlorade när dialogen var tvungen att "skrikas". Uppsättningen tog sig några friheter, inklusive infogad musik från andra Sullivanverk. Tidningen slutade: "den milda satiren i Pinafore är underhållande då den är allmängiltig". Samma tidning ansåg att Winthrop Ames populära Broadwayuppsättning av Pinafore under 1920- och 1930-talet var "spektakulär". Moderna uppsättningar i Amerika fortsätter vanligtvis att tas emot väl av kritikerna. Recensionen i The New York Times av New York Gilbert and Sullivan Players uppsättning 2008 på New York City Center kommenterade, "Gilberts teman om klasskillnader, överlastad nationalism och inkompetent ledarskap förblir relevant, även när den framförs absurd. Men den bestående charmen med Pinafore och dess gelikar är mer en fråga om hans [Gilberts] oöverträffade lingvistiska genialitet och Sullivans generösa förråd av medryckande melodier."
I och med utgången av upphovsrätten har teatersällskap över hela världen kunnat sätta upp Gilberts och Sullivans verk och anpassa dem som de velat i över 50 år. Uppsättningar av Pinafore, både amatörmässiga och professionella, spänner från traditionella (i the D'Oyly Cartes anda) till mer avancerade, som den av den mycket framgångsrika Essgee Entertainment (grundad av Simon Gallaher) i Australien och Opera della Luna i Storbritannien. Allt sedan urpremiären har H.M.S. Pinafore förblivit en av Gilbert och Sullivans mest populära komiska operetter. Otaliga uppsättningar fortsätter att sättas upp över hela världen. Enbart 2003 hyrde The D'Oyly Carte Opera Company ut 224 utgåvor av orkestermaterial, mestadels till uppsättningar av Pinafore, Pirates och Mikadon. Då är inte andra sällskap inräknade eller teatersällskap som lånar noter eller har egna, eller sådana som endast använder ett eller två pianon i stället för en orkester. Hundratals uppsättningar av Pinafore sätts upp varje år över hela världen.

## Analys
Teaterhistorikern John Bush Jones skrev att Pinafore har "allting som en musikalisk teaterbesökare kan önska sig. En engagerande och till och med relativt spännande historia är befolkad med varierade och välskrivna karaktärer som talar och sjunger vitsiga, litterära och oftast skamligt roliga dialoger och texter [och] har en musik som ... består av åtskilliga melodier för publiken att humma på hemvägen". Sir George Power, tenoren som gjorde rollen som Ralph Rackstraw, ansåg senare i livet att hemligheten bakom Savoy operorna är sättet som "Sullivan trängde in i Gilberts uppochnervända humor, och var pompös när Gilbert var munter eller när Gilberts satir var som ivrigast och mest giftig, medvetet vältrade sig i sentimentalitet." >En annan kommentar  har föreslagit att operettens bestående succé ligger i dess fokusering på "glädje och dumheter". Till och med styckets titel är löjlig då den använder namnet på en liten flickas klädesplagg, ett förkläde (engelska: pinafore), som skräckinjagande symbol på ett krigsfartyg, vilka vanligen bar namn som Victory, Goliath, Audacious och Minotaur.

### Satiriska och komiska teman
Gilberts biografiförfattare Jane Stedman skrev att Pinafore är "satiriskt mer komplex" än The Sorcerer. Hon menar att Gilbert använder sig av flera idéer och teman från sin Bab Ballads inklusive idén från "Captain Reece" (1868) med en kommendör som uppträder gentlemannamässigt korrekt inför sin besättning och bytet av rangordning till följd av bytet vid födseln från "General John" (1867). Dick Deadeye, som bygger på en karaktär i "Woman's Gratitude" (1869), representerar en annan av Gilberts favorit- (och halvbiografiskt) och satirteman: den vanskapte misantropen vars anskrämliga "ansikte och kropp" gör honom impopulär trots att han representerar förnuft och sans. Gilbert lånar också från sin opera The Gentleman in Black (1870), vilken innehåller knepet med de bortbytta barnen.

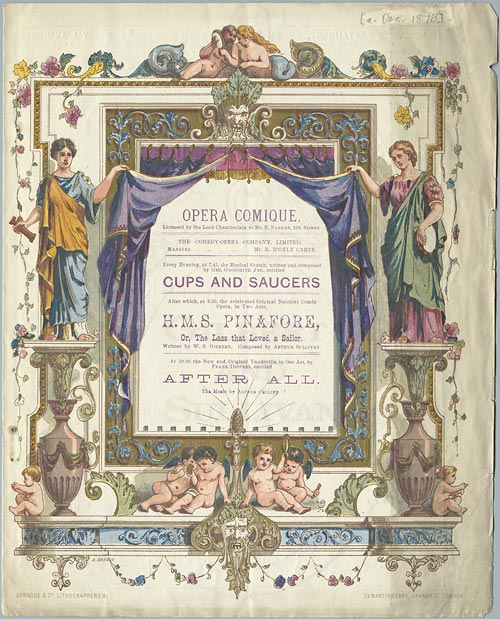
Souvenirprogram cover från 1878

Historikern H. M. Walbrook skrev 1921 att Pinafore "gör satir av det typiska sjödramat som Douglas Jerrolds Black-Eyed Susan är ett typiskt exempel på och patriotismen i 'God's Englishman' som består i att skrika ut plattityder, göra tomma gester och göra lite eller inget för att hjälpa sitt land". G. K. Chesterton höll med om att satiren riktas emot själviskheten i att "vara stolt över sig själv som medborgare" i sitt land, vilket inte kräver någon viljestyrka att avstå "frestelsen att tillhöra ett annat land" utan mer är en ursäkt att vara stolt. 2005 visade operaregissören Stuart Maunder på jämförelsen mellan satir och nationalism i operetten: "alla sjunger de 'He is an Englishman' och du vet förbaskat väl att de menar det, men musiken är så militärisk ... att du inte kan låta bli att ryckas med i den jingoism som är det brittiska imperiet." Vidare hävdar han att sången knyter samman temat med operettens huvudsakliga satir över klasskillnaderna: "H.M.S. Pinafore är främst en satir över ... den brittiska kärleken till klassystemet. ... Ralph kan naturligtvis gifta sig med kommendörens dotter därför att han är brittisk och därmed är han perfekt'". Jacobs noterat att Gilbert driver med traditionen med nautiska melodramer i vilka sjömannens "patriotism är en garant för hans dygd".
Ett av Gilberts favorittema är upphöjelsen av en okvalificerad person till ett högt ämbete. I till exempel The Happy Land (1873) beskriver Gilbert en värld där regeringsposter tilldelas den person som har den sämsta kvalifikationen för jobbet. Sålunda blir den person som aldrig hört talas om ett fartyg utnämnd till First Lord of the Admiralty. I Pinafore återkommer Gilbert till detta tema i karaktären Sir Joseph, som utnämns till samma position genom att "aldrig gått till sjöss". I senare verk av Gilbert och Sullivan blir karaktärerna Major-General Stanley i Pirates och Ko-Ko in Mikadon på liknande sätt utnämnda till höga poster trots brister i nödvändiga kvalifikationer. Gilbert gör också narr av partipolitik genom att antyda att när Sir Joseph "alltid röstade på partiets uppmaning" så offrade han sin personliga integritet. Den "kommersiella medelklassen" (vilken var Gilberts huvudsakliga publik) behandlas lika satiriskt som strebrar och den stora massan. Den uppenbara åldersskillnaden mellan Ralph och kommendören, trots att de ammades samtidigt, är en satir över Thaddeus olika åldrar i The Bohemian Girl. 1929 skrev The Times att Pinafore var typiskt för Gilbert i det att absurditeterna hos den "faderlige" kommendören och "etiken ... i all romanticism" accepteras "utan att blinka" och tas till dess logiska slutsats: "Det är referensen till nuet som är viktigt; utan den kommer inte absurditeten sticka ut".

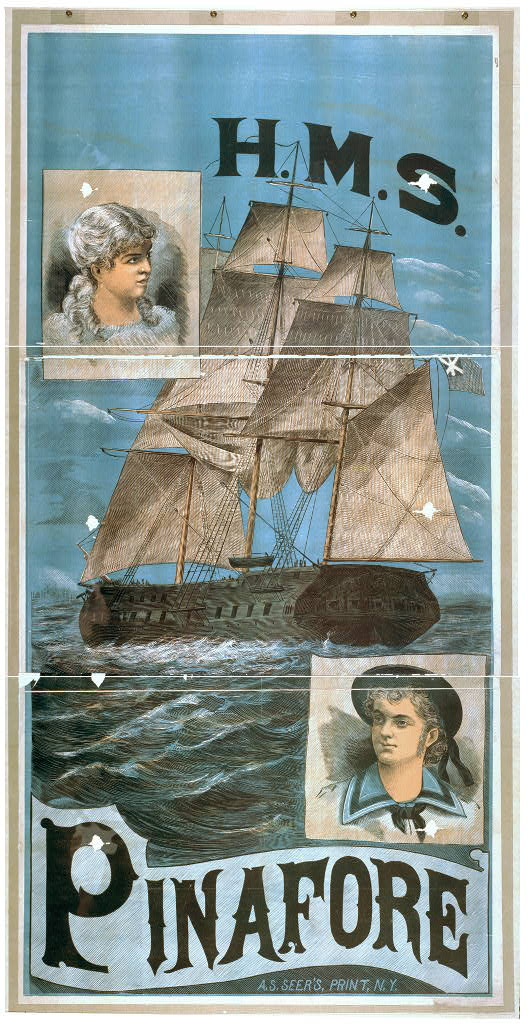
Teateraffisch till en amerikansk uppsättning ca. 1879

Ett team som genomsyrar operetten är behandlingen av kärlek mellan olika klasser. I den tidigare Gilbert och Sullivan operetten The Sorcerer orsakade en kärleksdryck problem genom att den fick bybor och bröllopsgäster att bli förälskade i personer av skilda samhällsklasser. I Pinafore älskar och älskas kommendörens dotter Josephine av en vanlig matros, men pliktskyldigast meddelar hon honom att "din utsträckta kärlek avvisar jag högmodigt". Han uttrycker sin hängivenhet till henne i ett poetiskt och rörande tal som slutar med "Jag är en brittisk matros och jag älskar dig". Det visar sig så småningom att han är av högre börd än hon. Detta är en parodi på det viktorianska "jämlikhetsdramat", som Lord Lyttons The Lady of Lyons (1838), där hjältinnan avvisar en dygdig bonde som framför ett liknande rörande tal med slutorden "Jag är en bonde!" Det visar sig att sedan att han har blivit hennes överman vad gäller social rang. Vidare försäkrar Sir Joseph Josephine i Pinafore att "kärlek utjämnar alla klasskillnader". I Tom Taylors The Serf älskar åter igen hjältinnan en värdig bonde som visar sig vara av högre rang och hon förklarar lyckligt i slutet att "kärlek jämnar ut allt och alla". I en satir över den libertarianska traditionen av nautiska melodramer säger Sir Joseph till Pinafores manskap att de är "jämlika med alla" (utom honom) och han skriver en sång till dem som hyllar den brittiske sjömannen. Omvänt tar han ner kommendören på jorden genom att få honom att "dansa en hornpipe på bordet". Jones noterar att förhållandet mellan Ralph och Josephine "blir acceptabelt endast genom avslöjandet i den absurda andra akten att Buttercup oavsiktligt bytte ut barnen" och slutar med att Gilbert är en "konservativ satiriker [som] i slutändan förespråkade status quo ... [och] ville visa [att] kärleken definitivt inte överbryggar alla klasskillnader".
Det råder delade meningar mellan 'Gilbert och Sullivan'-forskare huruvida Gilbert är, som Jones hävdar, en anhängare av det status quo vars fokus endast är att underhålla eller att först och främst satirisera och protestera "mot tidens dårskap". Gilbert-forskaren Andrew Crowther antar att denna oenighet uppstår ur Gilberts "omkastning av tekniker - med ironi och galenskap", vilken leder till att "den självklara innebörden i hans skrivande" är "motsatsen till dess underliggande mening". Crowther hävdar att Gilbert önskar "hylla" samhällets normer medan han på samma gång gör satir av dess konventioner. I Pinafore, som etablerar många mönster i kommande Savoy operor, fann Gilbert ett sätt att uttrycka sin egen konflikt som "också enormt tilltalade den vanlige besökaren". Han skapar "en högeligen intelligent parodi på marina melodramer ... [men] ändå kontrollerad av de konventioner den gör narr av". Medan marina melodramer hyllar den vanliga sjömannen gör Gilbert i Pinafore förespråkaren för jämlikhet, Sir Joseph, till en pompös och olämplig medlem av härskarklassen, som inte kan tillämpa idén med jämlikhet på sig själv. Hjälten Ralph är övertygad om sin jämlikhet genom Sir Josephs dumma uttalande och förklarar sin kärlek till kommendörens dotter och omkullkastar den accepterade "sociala ordningens uppbyggnad". Här föreslår Crowther att logiken i Gilberts satiriska argument borde resulterar i att Ralph arresteras. Men för att tillgodose konventionen skapar Gilbert en uppenbar absurditet: kommendören och Ralph blev bortbytta som barn. Genom en "olycka vid födseln" är Ralph plötsligt en lämplig make åt Josephine och därmed tillfredsställs både den sociala ordningen och längtan efter ett lyckligt slut. Crowther avslutar: "Vi har en operett som använder sig av alla melodramats konventioner och hånar dem; men i slutändan är det svårt att se vilken som har segrat, konventionerna eller dårskapen." Pinafore gjorde succé på bred basis genom att tilltala den intellektuelle teaterbesökarens jakt på satir, medelklassbesökarens jakt på en godtagbar försäkran om den "existerande sociala ordningen" och arbetarklasspubliken som såg ett satiriskt segerdrama för den vanlige mannen.

### Sånger och musikalisk analys
Enligt musikforskaren Arthur Jacobs "väcktes Sullivans geni beundransvärt" av Gilberts handling. Sullivan tar till sig den marina miljön; till exempel i "We Sail the Ocean Blue" så "presenterar han sin idé med en traditionell shanty". I kommendörens entrésång "I am the Captain of the Pinafore" medger han att hans gentlemannaskap "aldrig ... nåja, nästan aldrig" tillåter honom att svära på sina män och även om han har sjövana lider han "nästan aldrig" av sjösjuka. Sullivan "hittade felaktigt musiken till huvudfrasen 'What never?' ... listigt vässad ... genom fagottens kromatiska spel." Audrey Williamson hävdar att musiken i Pinafore huvudsakligen är engelsk och fri från europeisk påverkan, från "glädjen" hos Ralph, båtmannen och snickaren, till "For He Is an Englishman".

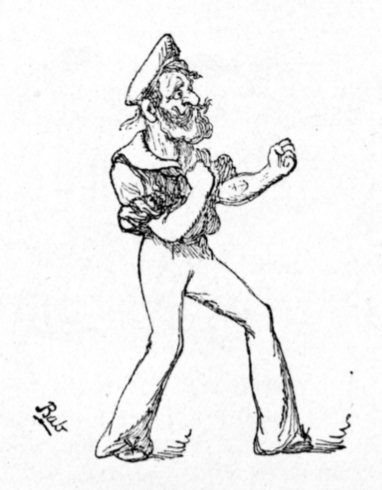
Gilberts illustration av "A British Jack Tar" (1906)

Bland de mest välkända sångerna i operetten ingår "I'm called Little Buttercup", en valsmelodi som introducerar karaktären, vilket Sullivan upprepar i mellanspelet och i finalen till akt II för att pränta in melodin i publikens sinne; och "A British tar" (en glee för tre män som beskriver den idealiske sjömannen), komponerad av Sir Joseph "för att uppmuntra oberoende tankar och handlingar bland de lägre klasserna och lära ut principen att en brittisk sjöman är jämlik med alla, förutom mig". Sullivans musik förhöjer den satiriska texten, som hånar "jämlikheten" samtidigt som den understryker Sir Josephs skenhelighet. Ett annat populärt nummer är Sir Josephs "When I was a Lad" i vilket han återberättar historien bakom sin kometkarriär, vilken har likheter med W. H. Smith, tjänstemannen som avancerade till positionen som First Lord of the Admiralty 1877.
I Pinafore utnyttjar Sullivan molltonarter för komisk effekt, till exempel i "Kind Captain, I've important information". Vidare åstadkommer han en musikalisk överraskning när han använder subdominanten i "Sorry her lot". Musikforskaren Gervase Hughes imponerades av inledningen till öppningskören vilken innehåller "en livlig nautisk melodi ... i en allvarlig tonart, C-Dur ... en modulering till medianten där en klagande oboe till vår överraskning spelar den första versen av "Sorry her lot"  2/4-takt. Efter detta introducerar violinerna oss för Little Buttercup ... när man möter henne under dessa omständigheter skulle man knappast förvänta sig henne att senare blomma ut som en valsdrottning." Han fortsätter: "fagotterna och basarna ... förfäktar ivrigt vem som är kapten på Pinafore ... i den osannolika tonarten ass-moll. ... Buttercup gör ett sista förtvivlat försök att göra sig hörd i dess-moll, men de andra har aldrig vetat att en sådan bisarr tonart existerat. Så omedelbart återgår de alla till C-Dur".
Enligt Jacobs "lever Ralph, kommendör Corcoran, Sir Joseph och Josephine alla i sin interaktiva musik (särskilt 'Never mind the why and wherefore') och nästan lika många musiktillgångar är slösade på två karaktärer från opera eller melodram, Little Buttercup med 'zigenarblod i sina ådror' och den tungfotade Dick Deadeye." Jacobs anser vidare att ledtonen som inleder "Never mind the why and wherefore" "syftar till att förstärka frasen som en Johann Straussisk drillton". Sullivanforskaren David Russell Hulme noterade att Sullivans parodi på operastilar, "särskilt de Händelska recitativen och rymningsscenen (frammanande så många nattliga konspirationer), men bäst av allt är travestin på den patriotiska melodin i 'For he is an Englishman!'" Buttercups sång i akt II, i vilken hon avslöjar den mörka hemligheten med de bortbytta barnen, föregås av ett citat från Franz Schuberts "Erlkönig" och parodierar även operan Il trovatore. Jacobs noterar att Sullivan även lägger till sin egen humoristiska touch i musiken genom att tillföra vardagliga uttryck i "Donizettiska recitativ". Men på den seriösa sidan förbättrar han ögonblicken av äkta känsloklimax som i Josephines aria i akt II och tillför musikintresse till konsertnummer genom att "subtilt ändra rytmerna och taktstrecken."

## Revideringar och struket material

### Kommendör Corcorans ballad "Reflect, my child"
Under repetitionerna till premiären lade Gilbert till en ballad för kommendör Corcoran i vilken han uppmanade sin dotter att glömma den simple sjöman som hon hade förälskat sig i på grund av "vid varje tillfälle kommer han begå fel som samhället aldrig kommer förlåta". Balladen var menad att sjungas mellan Nr 5 och Nr 6, men ströks före premiären. Orden blev kvar i librettot. Före 1999 antogs det enda som överlevt av Sullivans tonsättning var en kopia av första violinstämman.
I april 1999 meddelade Sullivanforskarna Bruce I. Miller och Helga J. Perry att de hade upptäckt en nästan komplett orkestrering - så när som på andra violinstämman - i en privat samling. Materialet rekonstruerades gissningsfullt och kompletterades med de delvis förlorade sångstämmorna och violinstämman, och publicerades samt spelades in. Stycket har framförts ett antal gånger av amatörsällskap och professionella kompanier, även om det inte har blivit ett standardtillägg till de traditionella partituren och inspelningarna.

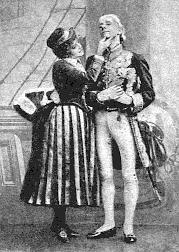
Jessie Bond som Hebe med George Grossmith som Sir Joseph, 1887 års nypremiär

### Dialog till Kusin Hebe
I det publicerade librettot hade Sir Josephs kusin Hebe dialogrepliker i flera scener i akt II. I scenen efter Nr 14 ("Things are seldom what they seem") går hon efter Sir Joseph på scen och upprepar hans missnöje med Josephine. Efter flera avbrott uppmanar Sir Joseph henne att vara tyst vilket framkallar yttrandet "Tillintetgjord igen!" Senare skulle Gilbert använda sig av detta replikskifte för Lady Jane i Patience. Hebe var också tilldelad flera repliker efter Nr 18 ("Carefully on tiptoe stealing") och Nr 19 ("Farewell, my own").
Jessie Bond antog rollen som Hebe under ett sent stadium av repetitionerna, där hon ersatte Mrs Howard Paul. Bond, som vid det laget enbart var känd som konsertsångerska och hade liten erfarenhet som skådespelerska, kände sig inte bekväm med att framföra dialoger och dessa passager ströks. Hebes strukna dialoger är ibland insatta i moderna uppsättningar.

### Recitativ före finalen av akt II
Dialogen före finalen av akt II ("Here, take her sir, and mind you treat her kindly") var ursprungligen recitativ. Musiken var tryckt i den första utgåvan som Nr 20a. Kort tid efter premiären ströks recitativet och replikerna som följde framfördes som talad dialog. I moderna uppsättningar har recitativen ibland ersatt dialogen.

## Diskografi (urval)
Det har givits ut flera inspelningar av Pinafore sedan 1907. Ian Bradley räknade 2005 till sjutton inspelningar av operetten utgivna på CD.
Inspelningen 1930 är anmärkningsvärd då den har med sångare ur D'Oyly Carte Opera Company från den tiden. D'Oyly Carte-inspelningen från 1960, som innehåller all dialog, har upprepade gånger prisats av recensenter. Mackerras inspelning från 1994 med operasångare i huvudrollerna är musikaliskt sett väl ansedd. D'Oyly Carte-inspelningen från 2000 innehåller också all dialog samt den första inspelningen av kommendör Corcorans "förlorade" ballad "Reflect, my child" som ett bonusspår. En dansk inspelning av operetten från 1957 är en av de få utländska inspelningarna av ett Gilbert och Sullivan-verk.
1939 valdes Pinafore av NBC som en av de tidigaste operetterna någonsin att sända på amerikansk TV, men ingen inspelning verkar ha sparats. 1973 års D'Oyly Carte-videoinspelning, regisserad av Michael Heyland, bestod av kompaniets sångare vid den tiden, men några recensenter fann den tråkig. Det är emellertid en av endast tre video- eller filminspelningar av en Gilbert och Sullivan-operett som gjorts av D'Oyly Carte Opera Company. 1982 producerade Brent Walker Productions Pinafore som del av en serie TV-filmer med verk av Gilbert och Sullivan. Enligt diskografen Marc Shepherd är Pinafore-videon "vida ansedd som en av de värsta" i serien. More recent professional productions have been recorded on video by the International Gilbert and Sullivan Festival.
Inspelningar i urval
- 1930 D'Oyly Carte – London Symphony Orchestra; Dirigent: Malcolm Sargent[184]
- 1958 Sargent/Glyndebourne – Pro Arte Orchestra, Glyndebourne Festival Chorus; Dirigent: Sir Malcolm Sargent[185]
- 1960 D'Oyly Carte (med dialog) – New Symphony Orchestra of London; Dirigent: Isidore Godfrey Decca (ADD) 473 638-2. 2 CD.[175][186]
- 1972 G&S for All – G&S Festival Chorus & Orchestra; Dirigent: Peter Murray[187]
- 1973 D'Oyly Carte (video) – Dirigent: Royston Nash[180]
- 1981 Stratford Festival (video) – Dirigent: Berthold Carrière; Regissör: Leon Major[188]
- 1987 New Sadler's Wells Opera – Dirigent: Simon Phipps[189]
- 1994 Mackerras/Telarc – Orchestra and Chorus of the Welsh National Opera; Dirigent: Sir Charles Mackerras[190]
- 1997 Essgee Entertainment (video) – Dirigent: Kevin Hocking[191]
- 2000 D'Oyly Carte (med dialog) – Dirigent: John Owen Edwards[177]

## Bearbetningar

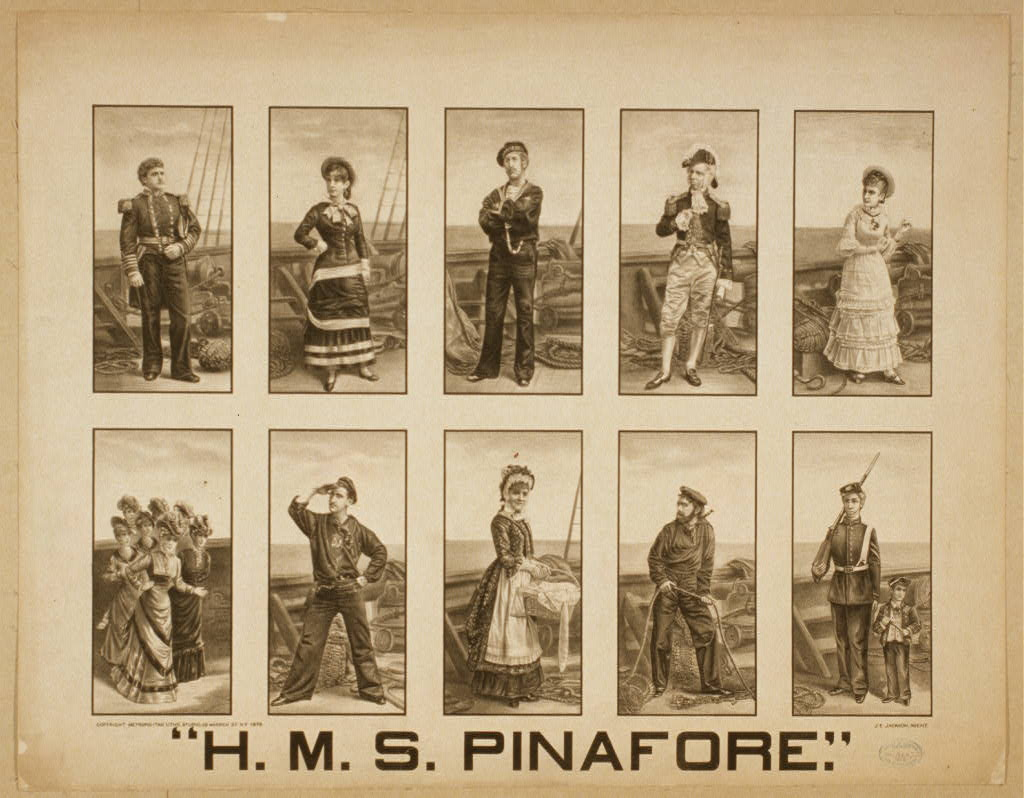
En uppsättning från 1879 med barn och ungdomar i huvudrollerna.

H.M.S. Pinafore har bearbetats många gånger. 1909 skrev W. S. Gilbert en barnbok med titeln The Pinafore Picture Book, illustrerad av Alice Woodward, som ger utförliga bakgrundsdetaljer vilka inte finns i librettot. Många andra barnböcker har sedan dess skrivits och återberättat historien om Pinafore eller bearbetat karaktärerna och händelserna från Pinafore.
Åtskilliga musikaliska teaterbearbetningar har producerats sedan urpremiären. Bland kända exempel märks en Broadwaymusikal från 1945 bearbetad av George S. Kaufman, kallad Hollywood Pinafore med Sullivans musik. Den sattes upp flera gånger bland annat i London 1998. En annan Broadwayversion, Memphis Bound, skrevs av Don Walker med Bill Robinson i huvudrollen och en ensemble helt bestående av färgade skådespelare. 1940 satte the American Negro Light Opera Association upp den första av flera uppsättningar med handlingen förlagd till Karibiska havet, Tropical Pinafore. En tidig jiddisch bearbetning av Pinafore med titeln Der Shirtz (jiddisch för "förkläde") skrevs av Miriam Walowit 1949 till en hadassahgrupp i Brooklyn. De turnerade med uppsättningen och spelade in 12 av sångerna. På 1970-talet inspirerades Al Grand av den inspelningen och bad the Gilbert and Sullivan Long Island Light Opera Company att framföra sångerna. Senare översatte han de förlorade sångerna och dialogen tillsammans med Bob Tartell och uppsättningen har turnerats flitigt under namnet Der Yiddisher Pinafore. Gruppen har fortsatt att sätta upp bearbetningar under två decennier, i vilken strofen "He is an Englishman" blev till "Er Iz a Guter Yid" ("Han är en god jude").
Essgee Entertainment satte 1997 upp en bearbetad version av Pinafore i Australien och Nya Zeeland som har framförts flitigt. En annan musikalisk bearbetning är Pinafore! (A Saucy, Sexy, Ship-Shape New Musical), bearbetad av Mark Savage. Den framfördes första gången på Celebration Theater i Los Angeles den 7 september 2001, regisserad av Savage, där den spelades med framgång under nio månader. Senare spelades den i Chicago och New York 2003. I denna bearbetning är endast en karaktär kvinnlig och alla andra förutom en är homosexuella. En inspelning gjordes 2002 på Belva Records. Pinafore Swing är en musikal med musik arrangerad av Sarah Travis. Den hade premiär på Watermill Theatre i England 2004 i en uppsättning regisserad av John Doyle. Handlingen utspelas 1944 och karaktärerna är medlemmar av ett musikband som underhåller sjömännen på ett fartyg i Atlanten under andra världskriget. Den minimerade ensemblen tjänar också som orkester åt de sångarna och musiken är uppblandad med swingrytmer. Ett flertal uppsättningar under de senaste decennierna har parodierat Star Trek och Star Wars.

## Kulturell inverkan

### Den moderna musikalens utveckling

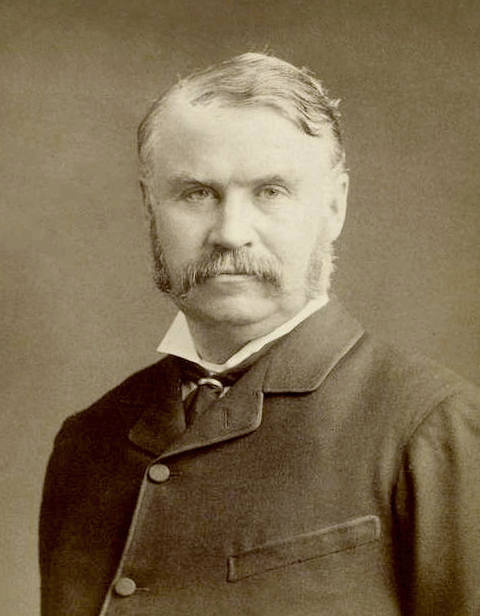
W.S. Gilbert omkring 1878

Vid sidan av andra influenser inom populärkulturen hade Pinafore kanske sin djupaste inverkan på musikalens utveckling. Enligt teaterhistorikern John Kenrick blev Pinafore "en internationell sensation som omformade den kommersiella teatern i både England och USA." Musikskribenten Andrew Lamb noterar: "Framgången med H.M.S. Pinafore 1879 etablerade brittisk komisk opera jämsides fransk opéra bouffe i hela den engelsktalande världen". Historikern John Bush Jones anser att Pinafore och de andra Savoy operorna visade att musikalteater "kan behandla samtida sociala och politiska frågor utan att försaka underhållningsvärdet" och att Pinafore skapade modellen för en ny sorts musikteater, den "integrerade" musikalen där "text, sånger och musik kombineras till en integrerad helhet". Han tillägger att dess "exempellösa ... popularitet befrämjade den amerikanska publiken för musikalteater, medan showen själv blev en modell vad gäller form, innehåll och även syfte för ... musikaler sedan dess, särskilt socialt relevanta musikaler." Dess popularitet ledde också till musikaliska bearbetningar av Pinafore, som beskrivts ovan, musikaler där handlingen rör sig kring en uppsättning av Pinafore och andra musikaler som parodierar operetten eller använder och bearbetar musiken. Den första parodin var en kortlivad burlesk som sattes upp på Opera Comique 1882 med titeln The Wreck of the Pinafore av William Horace Lingard och Luscombe Searelle; operettens karaktärer lider skeppsbrott på en öde ö. Den beskrevs i The Era som "huvudsakligen remarkabel för sin fräckhet".

### Litterära och politiska referenser

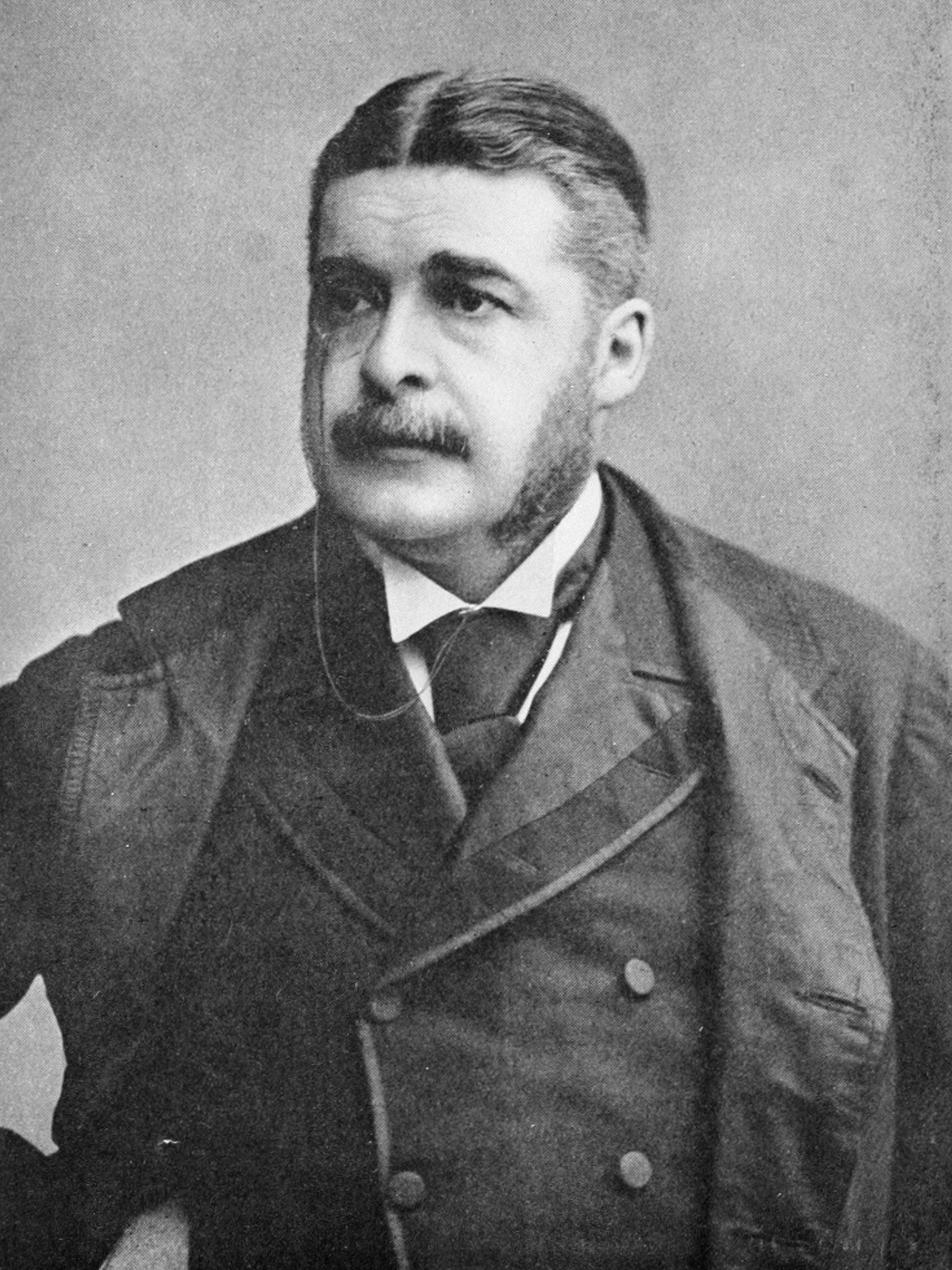
Arthur Seymour Sullivan

Operettens popularitet har lett till vida spridda parodier och pastischer över sångerna i komediföreställningar, litteratur och andra medier. Många komiker har använt sig av sångerna i Pinafore för komisk och satirisk effekt. Till exempel Allan Sherman, som på sin humor-LP My Son, the Celebrity parodierar "When I Was a Lad" ur en ung mans synvinkel från det han gick på en Ivy League-skola och sedan avancerade i karriären. I slutet av sången tackar han  "old Yale", "thanks the Lord" varpå han tackar fadern "who is chairman of the board". Litterära referenser till sånger i Pinafore återfinns i Harris försök att sjunga "When I Was a Lad" i Jerome K. Jerome's Tre män i en båt. En annan finns i novellen "Runaround" i Jag, robot av Isaac Asimov, där en robot sjunger delar av "I'm Called Little Buttercup". Pinafore och dess sånger har framförts av rockmusiker som Todd Rundgren, Taj Mahal och Michele Gray Rundgren, som framförde "Never Mind the Why and Wherefore" på Night Music (i det amerikanska TV-programmet Sunday Night) 1989.
Bland politiska referenser återfinns en satirisk pastisch från 1996 på "When I Was a Lad" riktad åt Tony Blair av Virginia Bottomley, kulturminister under John Major. Sportreferenser är bland annat en kapplöpningshäst vid namn "H.M.S. Pinafore". Sånger och bilder från Pinafore har använts otaliga gånger inom reklamvärlden. Enligt Jones "orsakade Pinafore det första mediakriget i USA" med början 1879 och bland nutida annonser återfinns en TV-kampanj för Terry's Chocolate Orange med en pastisch på "When I Was a Lad". Temabaserade reklam från Pinafore var bland annat samlarkort från 1880-talet.